# Anglo-Swiss Condensed Milk Co.
L'Anglo-Swiss Condensed Milk Company est une ancienne entreprise suisse de l'industrie agroalimentaire fondée en 1866, spécialisée à l'origine dans la production de lait concentré sucré conditionné et qui fusionna avec Nestlé, son principal concurrent, en 1905.

## Historique

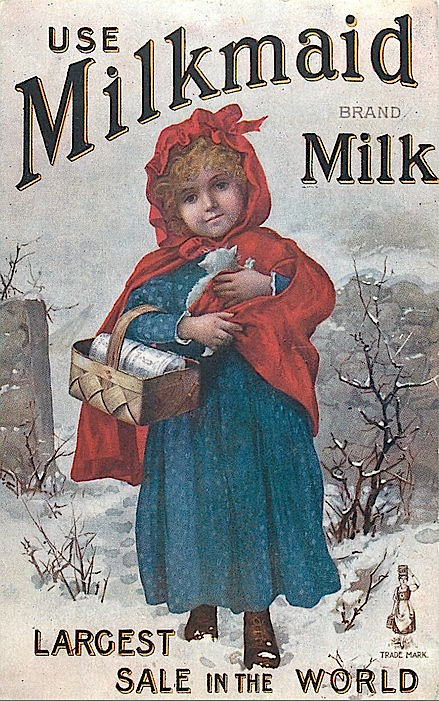
Affiche publicitaire pour le Milkmaid Brand Milk (Raphael Tuck & Sons, avant 1900) : la marque et le logo en bas à droite sont toujours utilisés par Nestlé.

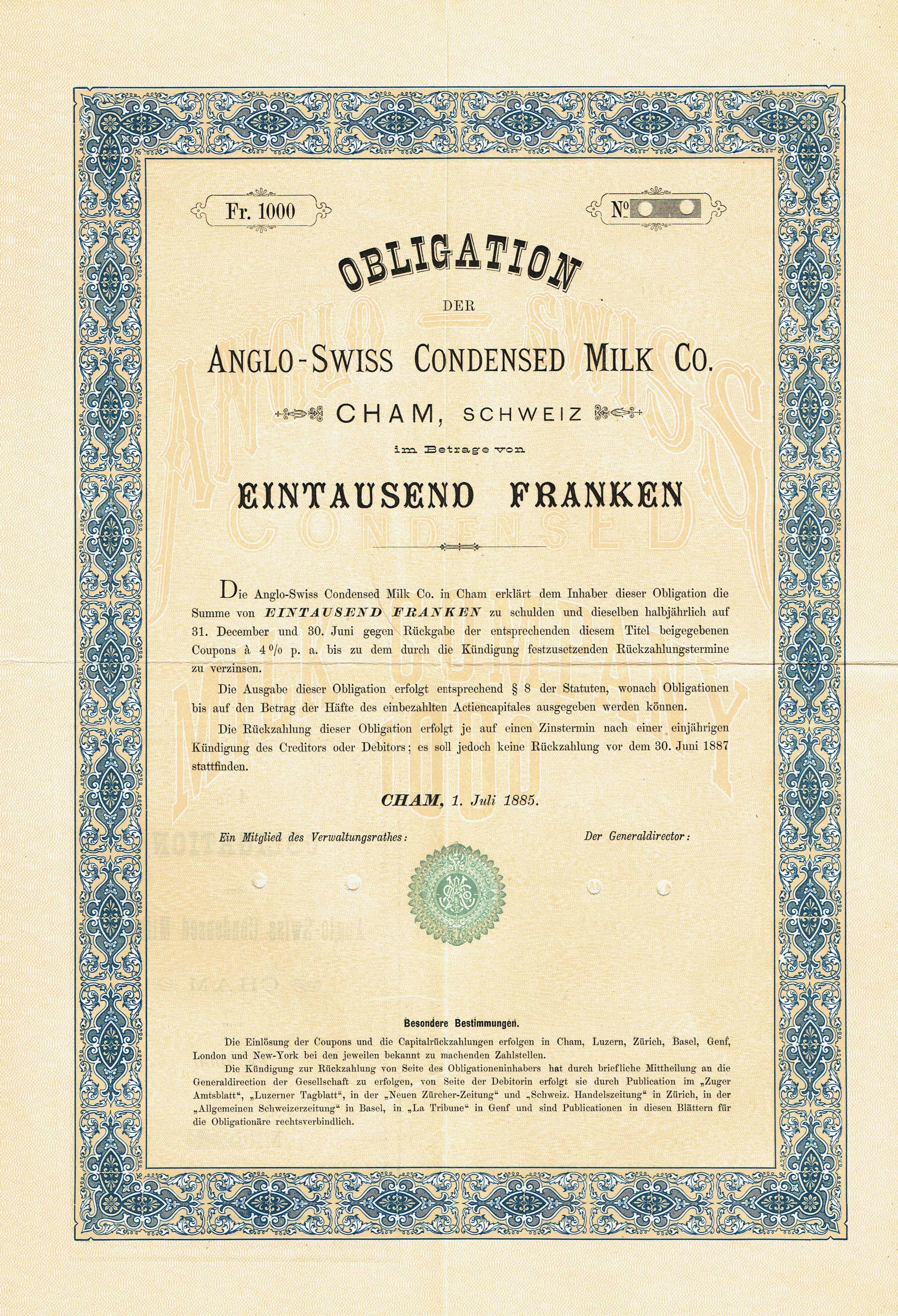
Obligation de l'Anglo-Swiss Condensed Milk Co. en date du 1 juillet 1885

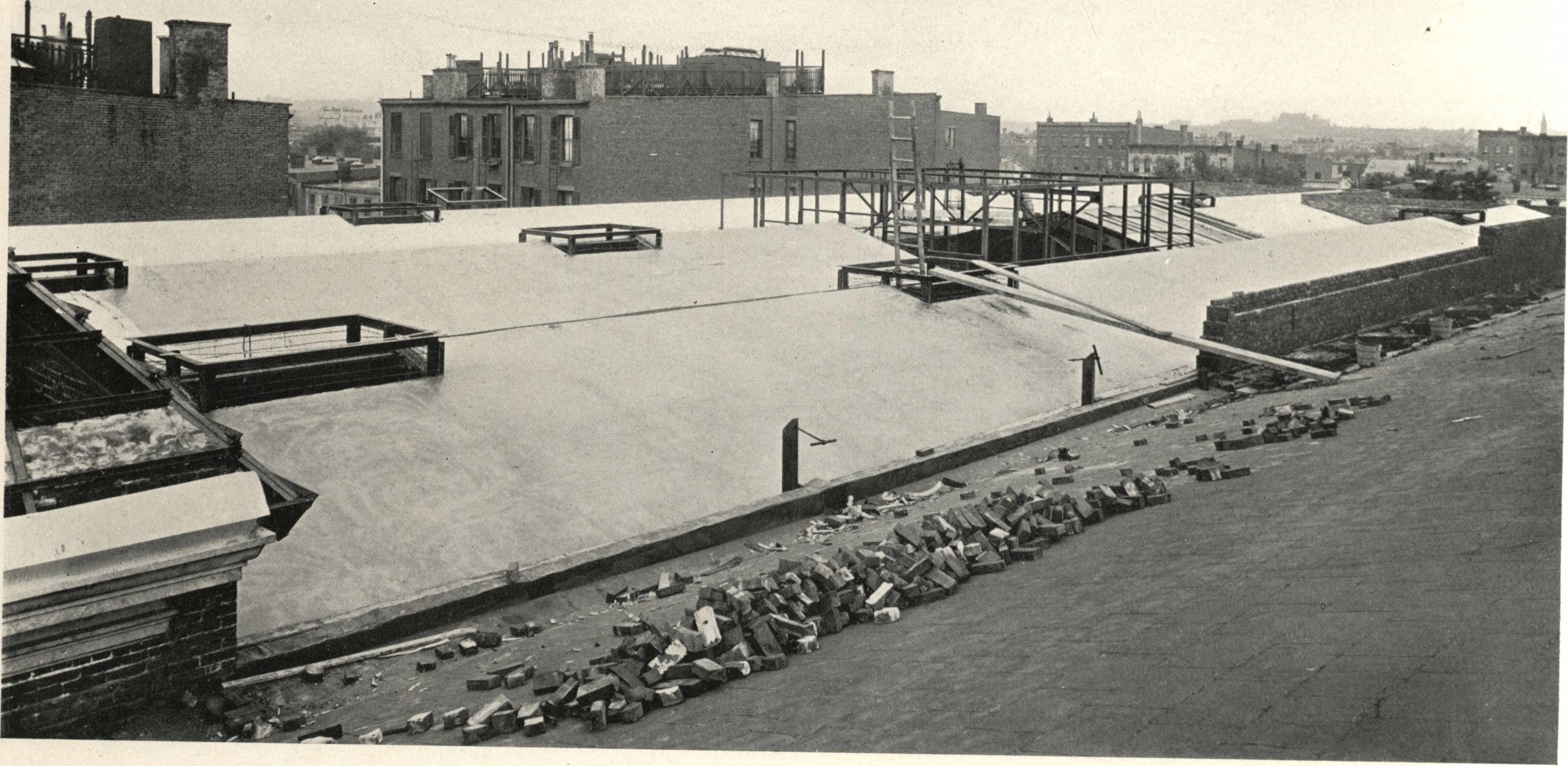
Usine Anglo-Swiss Condensed Milk Company à Brooklyn (1901).

Le 6 août 1866, deux frères américains originaires du comté de Lee (Illinois), Charles Page, vice-consul et attaché commercial en Suisse, et George Page, représentant de commerce, constituent à Cham (canton de Zoug, Suisse) une fabrique de lait concentré sucré sous la forme d'une société anonyme baptisée « Anglo-Swiss Condensed Milk Company », du fait que la demande la plus forte venait de Grande-Bretagne et de ses colonies. C'est l'une des premières entreprises de cette nature en Europe. Les deux entrepreneurs s'inspirent de l'invention de Gail Borden, née dix ans plus tôt, et qui fit ses preuves au moment de la guerre de Sécession, l'armée ayant passé commande de boîtes de lait pour les troupes. George Page était un ancien représentant de la société fondée par Borden et Jeremiah Milbank, la « Eagle Brand Milk ». Le lait concentré en boîte connaissait une croissance forte sur le sol américain, produit peu courant en Europe, et qui allait rencontrer le succès pour des raisons pratiques et sanitaires : le sucre ajouté permet de conserver très longtemps le lait évaporé, qui, bouilli et mis en boîte, ne contient aucune bactérie.
En 1867, ils commencent à vendre leur produit sous le nom de Condensed Milk Milkmaid Brand dont les ventes atteignent l'année suivante 374 000 unités par an.
Après la mort de Charles en 1873, l'entreprise choisit la ville de Chippenham, en Grande-Bretagne, pour implanter une nouvelle chaîne de fabrication de lait concentré en boîte et une unité commerciale, afin de se rapprocher à la fois de zones de productions laitières et de leur cœur de cible.
En 1878, l'Anglo-Swiss Condensed Milk Company et Nestlé deviennent concurrents : la première lance en effet une farine lactée destinée aux enfants, quand la deuxième se met à produire du lait concentré sucré. Cette situation va durer vingt-cinq ans.
En 1891, l'Anglo-Swiss Condensed Milk possèdent douze usines en Europe et aux États-Unis.
George Page meurt en 1899, et les héritiers et les actionnaires décident de fusionner en 1905 avec Nestlé, donnant naissance à la « Nestlé and Anglo-Swiss Condensed Milk Company », un futur géant de l'agroalimentaire.